# Ліво (провінція Тренто)
Ліво (італ. Livo) — муніципалітет в Італії, у регіоні Трентіно-Альто-Адідже, провінція Тренто.
Ліво розташоване на відстані близько 520 км на північ від Рима, 38 км на північ від Тренто.
Населення — 868 осіб (2014).

## Демографія
Населення за роками:

Станом на 1 січня 2023 року в муніципалітеті офіційно проживало 38 іноземців з 6 країн, серед них 34 громадяни країн Євросоюзу та 1 громадянин України.

## Сусідні муніципалітети
- Брезімо
- Каньо
- Чис
- Клес
- Румо